# AVG AntiVirus
Pour les articles homonymes, voir AVG.
AVG AntiVirus est un logiciel antivirus populaire pour les systèmes d'exploitation Windows, Linux et macOS, édité par Avast Software depuis 2016. L'antivirus AVG est une composante de la gamme de sécurité AVG qui contient un antivirus, un anti-espions, un anti-pourriels et un pare-feu. Le logiciel est disponible en version gratuite (graticiel) ou par abonnement.
À ses débuts en 1991, il est développé par la société tchèque Grisoft basée à Brno, jusqu'à ce que les investisseurs de Benson Oak puis Intel Capital et Enterprise Investors (ro), entrent dans son capital. Grisoft devient AVG Technologies le 21 janvier 2008. 
AVG est le sigle des mots anglais Anti-Virus Guard, A.V.G. signifie Anti-Virus of Grisoft.
En janvier 2020, Avast software, par le truchement de deux de ses antivirus, Avast et AVG, admet avoir collecté et vendu des informations très précises sur les habitudes de navigation sur le Web de leurs utilisateurs, qui étaient ensuite revendues à des entreprises comme Google, Microsoft, Pepsi ou L’Oréal.

## Informations sur la version gratuite
Les restrictions/désavantages de la version gratuite sont :
- l'utilisation commerciale n'est pas permise ;
- le soutien technique n'est pas disponible ;
- la vitesse de téléchargement des mises à jour est plus lente ;
- les composantes anti-espiogiciels, anti-pourriels et pare-feu de la gamme de sécurité AVG ne sont pas disponibles dans la version gratuite (Grisoft offre aussi un logiciel anti-espions gratuit, mais celui-ci n'est plus mis à jour depuis la sortie d'AVG 8, qui intègre un anti-espions).

## Bévues
Début novembre 2008, AVG envoie à ses clients une mise à jour comme il le fait régulièrement. Cette mise à jour contient cependant une grave erreur : user32.dll, un fichier nécessaire au démarrage de Windows XP, a été signalé comme étant un maliciel de type cheval de Troie. L'utilisateur non-averti place donc le fichier en quarantaine informatique, comme AVG le recommande, mais au prochain démarrage de l’ordinateur, il aura la mauvaise surprise de voir Windows afficher l’écran bleu de la mort et ne pas pouvoir démarrer.[réf. souhaitée]